# Los violentos años veinte
Los violentos años veinte (título original: The Roaring Twenties) es una película estadounidense de 1939 dirigida por Raoul Walsh y escrita por Jerry Wald, Richard Macaulay y Robert Rossen, basada en el relato corto The World Moves On del columnista Mark Hellinger. Esta protagonizada por James Cagney, Priscilla Lane, Humphrey Bogart y Gladys George.
La película es considerada como un clásico del género de gánsteres y se la considera como un homenaje al cine de gánsteres de principios de los años treinta.
Los violentos años veinte fue una de las películas candidatas a ser incluidas en la lista AFI's 10 Top 10 en la categoría "Películas de gángsters".

## Argumento
El filme narra la ascensión y caída del gánster Eddie Bartlett (James Cagney), dedicado al contrabando de licor en la época de la Ley Seca. Se desarrolla en un espacio de tiempo muy amplio, el que media entre el final de la Primera Guerra Mundial (1918) y el crack de Wall Street (1929), y la posterior elección presidencial de Franklin Delano Roosevelt (1932). Para cubrir este lapso temporal, el director recurre a menudo al resumen mediante hábiles efectos de montaje, utilizando en ocasiones material de archivo grabado en la época. Este hecho, unido a la utilización de titulares de periódico y a la voz en off que va comentando la historia y explicando los hitos fundamentales en la historia de la prohibición, confiere a la película un tono cercano al del documental. En la película se critica sin tapujos la Ley Seca y su indudable efecto en el incremento de la criminalidad, así como la corrupción policial imperante (un agente de policía entra en un bar clandestino ante la indiferencia general y se limita a reprochar a un parroquiano que haya dejado el vehículo mal aparcado).
El personaje central tiene una ética ambigua, moviéndose entre los extremos de la honradez, personificada en su antiguo camarada de trincheras Lloyd Hart (Jeffrey Linn), y la falta absoluta de escrúpulos de George Gally (Humphrey Bogart), otro compañero de armas. Tras haber combatido en la Primera Guerra Mundial, se encuentra sin empleo y sin recursos al regresar a casa; de forma accidental traba conocimiento con Panama Smith (Gladys George), quien le abre las puertas del mundo del contrabando. A pesar de ser abstemio (hecho cuya comicidad se destaca en la cinta), su ascensión en el mundo del contrabando de licor adulterado es vertiginosa. Los primeros anuncios de su caída llegan cuando la mujer que ama, Jean Sherman (Priscilla Lane), una inocente chica de los suburbios a quien Bartlett colma de regalos y apadrina en su carrera como cantante, lo rechaza para casarse con el abogado Lloyd Hart, poniendo así de manifiesto cómo la vida del gánster es incompatible con la felicidad conyugal. George Gally traiciona a Bartlett, y tras del crack de la Bolsa, acaba apoderándose de la organización y dejando al protagonista en la miseria; Bartlett, sin embargo, consigue finalmente redimirse matando a George y a varios de sus hombres para proteger la felicidad de Lloyd Hart y Jean Sherman, por lo cual —final imprescindible en cualquier película de gánsters de la época— es asesinado a tiros y expira en mitad de la calle, en brazos de Panama Smith. La frase final de la película, pronunciada por el personaje de Panama, «He used to be a big shot» (‘Solía ser un pez gordo’), acentúa el carácter moral de la cinta.

## Premios y nominaciones
National Board of Review
| Año  | Reconocimiento                | Resultado |
| ---- | ----------------------------- | --------- |
| 1939 | Diez películas más destacadas | Incluida  |